# Preloge pri Šmarju
Preloge pri Šmarju este o localitate din comuna Šmarje pri Jelšah, Slovenia, cu o populație de 107 locuitori.